# A Street Called Straight
A Street Called Straight è un album di Roy Buchanan, pubblicato dalla Atlantic Records nel 1976.

## Tracce
Lato A
1. Running Out – 2:38 (Roy Buchanan, John Harrison)
2. Keep What You Got – 3:15 (Roy Buchanan, Joe Mardin)
3. Man on the Floor – 3:22 (Roy Buchanan)
4. Good God Have Mercy – 4:05 (Billy Roberts)
5. Okay – 2:32 (Roy Buchanan)
6. Caruso – 3:22 (Roy Buchanan)

Durata totale: 19:14
Lato B
1. My Friend Jeff – 3:58 (Roy Buchanan)
2. If 6 Was 9 – 3:55 (Jimi Hendrix)
3. Guitar Cadenza – 3:50 (Roy Buchanan)
4. The Messiah Will Come Again – 4:04 (Roy Buchanan)
5. I Still Think About Ida Mae – 3:38 (Roy Buchanan)

Durata totale: 19:25

## Formazione
- Roy Buchanan - chitarre, voce solista
- Malcolm Lukens - tastiere
- John Harrison - basso (brani: Running Out, Man on the Floor, Good God Have Mercy, Okay, Caruso, If Six Was Nine, Guitar Cadenza e I Still Think About Ida Mae)
- John Harrison - seconda voce solista (brano: Running Out)
- Byrd Foster - batteria (brani: Running Out, Man on the Floor, Good God Have Mercy, Okay, Caruso, If Six Was Nine, Guitar Cadenza e I Still Think About Ida Mae)
- Byrd Foster - seconda voce solista (brano: Running Out)
- Andy Newmark - batteria (brani: Keep What You Got, My Friend Jeff e The Messiah Will Come Again)
- Will Lee - basso (brani: Keep What You Got, My Friend Jeff e The Messiah Will Come Again)
- Gonzalo Sifre - batteria (brano: If Six Was Nine)

Musicisti aggiunti
- Rubens Bassini - percussioni
- Gonzalo Sifre - percussioni, batteria (extra drums)
- Ken Bichelle - sintetizzatore A.R.P.
- Buddy Lucas - armonica
- Billy Cobham - tom toms, timbales
- Randy Brecker - strumenti a fiato
- Michael Brecker - strumenti a fiato
- George Opalisky - strumenti a fiato
- Louis Delgatto - strumenti a fiato
- Barry Rogers - strumenti a fiato
- Luther Van Ross - accompagnamento vocale, cori
- Diane Sumler - accompagnamento vocale, cori
- Robin Clark - accompagnamento vocale, cori
- Eddie Brigati - accompagnamento vocale, cori
- David Brigati - accompagnamento vocale, cori
- Byrd Foster - accompagnamento vocale, cori
- John Harrison - accompagnamento vocale, cori

Note aggiuntive
- Arif Mardin - produttore
- Registrazioni effettuate al: Electric Lady, Atlantic Studios, Media Studios e Record Plant Studios
- Gene Paul - ingegnere di registrazione
- Lew Hahn - ingegnere di registrazione
- Dave Wittman - ingegnere di registrazione
- Jerry Bloch - assistente ingegneri della registrazione
- Alec Head - assistente ingegneri della registrazione
- Brano: Guitar Cadenza registrato al Audio Innovators di Pittsburgh, Pennsylvania
- Don Singleton - ingegnere di registrazione
- Lew Hahn - remixaggio
- Gene Paul - remixaggio
- Arif Mardin - remixaggio
- Masterizzato al Atlantic Recording Studios da Dennis King[1]